# Myrcianthes lindleyana
Myrcianthes lindleyana är en myrtenväxtart som först beskrevs av Carl Sigismund Kunth, och fick sitt nu gällande namn av Mcvaugh. Myrcianthes lindleyana ingår i släktet Myrcianthes och familjen myrtenväxter. Inga underarter finns listade i Catalogue of Life.